# Migdolus morretesi
Migdolus morretesi es una especie de escarabajo del género Migdolus, familia Cerambycidae. Fue descrita por Lane en 1937. Se encuentra en Brasil.